# Istriebitielne bataliony

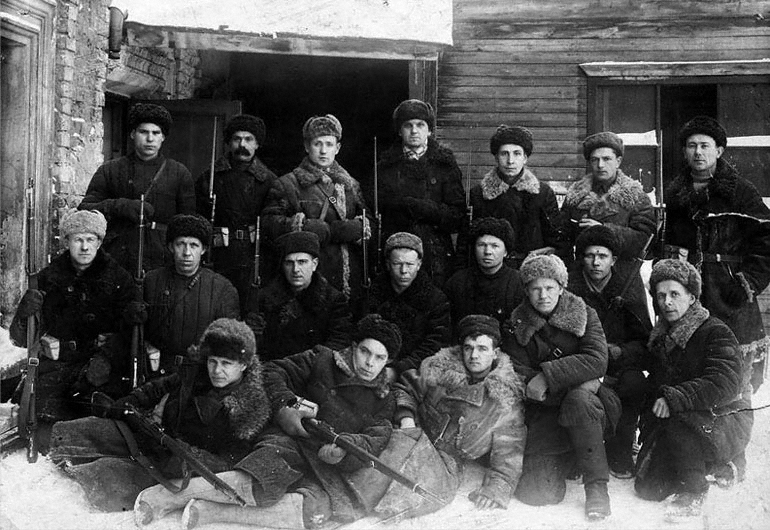
Członkowie istriebitielnego batalionu broniący Tuły w 1941 roku

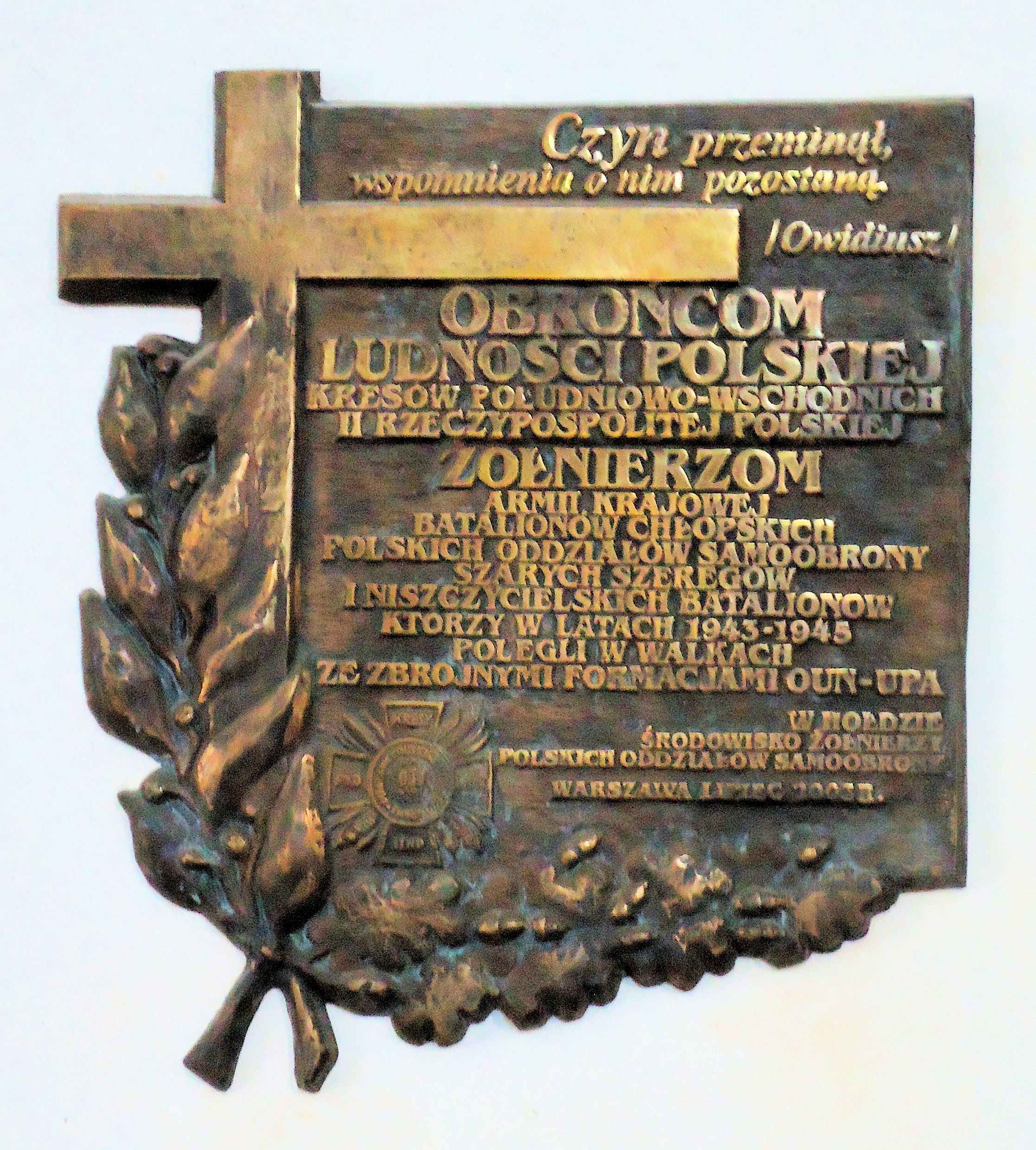
Tablica pamiątkowa „Obrońcom ludności polskiej kresów...” (Armia Krajowa, Bataliony Chłopskie, Polska samoobrona na Wołyniu, Szare Szeregi i bataliony niszczycielskie) w kościele św. Jacka w Warszawie

Istriebitielne bataliony (ros. истребительные батальоны; nazwę tłumaczy się zazwyczaj jako bataliony niszczycielskie, pościgowe, szturmowe lub likwidacyjne) – radziecka pomocnicza formacja paramilitarna z okresu II wojny światowej w strukturze NKWD, formowana z ludności cywilnej przez wojskowe komendy uzupełnień (wojenkomaty) Armii Czerwonej. W 1942 r. Istriebitielne bataliony weszły w skład regularnych frontowych dywizji NKWD.
Żołnierze tych formacji pochodzili zarówno z poboru, jak i ze zgłoszeń ochotników; stanowili mieszankę wielonarodowościową (niekoniecznie działającą w jednych oddziałach), pośród Rosjan znajdowali się także Ukraińcy, Polacy, Białorusini, Litwini. Dowodzili nimi funkcjonariusze operacyjni NKWD. Działania IB wspierała Armia Czerwona oraz siatka agenturalna sowieckich służb bezpieczeństwa (NKWD, NKGB, GRU, Smiersz, OSNAZ).

## Historia powstania
Bataliony zostały utworzone po ataku Niemiec na ZSRR, na mocy rozkazu Rady Komisarzy Ludowych z dnia 24 czerwca 1941 r. w strukturze NKWD, a dowództwo nad nimi sprawowali funkcjonariusze NKWD.
Jeden z batalionów zasłynął z męstwa w czasie bitwy pod Stalingradem.
W latach 1943–1944, w miarę przesuwania się linii frontu na zachód, Istriebitielne bataliony wspierały działania NKWD zmierzające do tzw. „oczyszczenia terenu” – likwidacji wszelkich grup i organizacji prowadzących działania antysowieckie i antykomunistyczne, przede wszystkim oddziałów Ukraińskiej Powstańczej Armii na zachodniej Ukrainie i Leśnych Braci w krajach bałtyckich, sprzeciwiających się sowietyzacji terenów podbitych przez ZSRR w latach 1939–1940 i ponownie zajmowanych przez Armię Czerwoną w 1944 r.

## IB na terenach południowo-wschodnich okupowanej Polski
Po zabiciu w zasadzce UPA generała Nikołaja Watutina Sowieci podjęli zdecydowaną walkę z UPA. Początkowo słabe oddziały NKWD zostały wzmocnione do 30 tys. żołnierzy i rzucone do operacji „czekistowsko-wojskowych”. Wojska NKWD były często wspierane przez byłe oddziały partyzantki sowieckiej, dobrze znające teren, czasami udające oddziały UPA. Rozpoczęto również tworzenie wielkich sieci agenturalnych (175 rezydentów, 1196 agentów, 9843 informatorów sowieckich), oraz formowanie oddziałów IB. W połowie 1945 r. wspomagające NKWD oddziały IB liczyły 18 tys. członków oraz 26 tysięcy członków tzw. uzbrojonych grup współdziałania.

### Polacy w Istriebitielnych batalionach
Liczebność Polaków, którzy byli wcielani do tej formacji siłą, lub wstępowali dobrowolnie do Istriebitielnych batalionów jest obecnie trudna do oszacowania, ze względu na skąpe dane w tej kwestii. Z reguły byli to w 80 procentach nastolatkowie poniżej 18. roku życia, zbyt młodzi, aby trafić do regularnych oddziałów frontowych, jak również osoby niewcielone do Armii Czerwonej ze względów zdrowotnych.
Główną przyczyną dobrowolnego wstępowania Polaków do IB były rzezie ludności polskiej i nieustanne akty terroru dokonywane przez Ukraińską Powstańczą Armię od 1943 r. Polacy zaczęli wstępować do IB po wkroczeniu Armii Czerwonej na tereny południowo-wschodnich województw II RP w 1944 r.; wśród rekrutów znajdowali się także byli żołnierze Armii Krajowej i polskiej samoobrony.
Polacy służący w IB bronili polską ludność i jej mienia przed ludobójstwem i grabieżami dokonywanymi przez UPA, walczyli z oddziałami UPA we współpracy z sowieckimi służbami bezpieczeństwa, wypełniali funkcje wartownicze, zwiadowcze, a także byli wysyłani na akcje pacyfikacyjne w regiony koncentracji oddziałów UPA (np. 28 sierpnia 1944 roku NKWD i polska milicja dokonały pacyfikacji wsi Grabowiec w Galicji Wschodniej, wskutek której zabito 86 osób, ponad 70 aresztowano i zniszczono 300 gospodarstw). Niektórzy żołnierze IB, pozyskani do współpracy przez sowieckie „organy”, rozpracowywali polską konspirację. Oddziały te w dużym stopniu przyczyniły się do uratowania życia i mienia tysięcy ocalałych Polaków z pogromu przeprowadzonego przez Ukraińców, a niektórzy z nich szukali w IB także zemsty za śmierć bliskich w czasie rzezi wołyńskiej i galicyjskiej.
Zdaniem Andrzeja Leona Sowy w latach 1944–1945 władze radzieckie w pewnym stopniu podtrzymywały polsko-ukraiński konflikt narodowościowy, czego przykładem były zdarzające się rozkazy kierujące Istriebitielne bataliony złożone z Ukraińców przeciwko Polakom, a przeciwko Ukraińcom bataliony o polskim składzie.
Obecnie polscy żołnierze Istriebitielnych batalionów korzystają z praw równorzędnych dla innych członków Związku Kombatantów RP i Byłych Więźniów Politycznych, pod trzema warunkami (jednocześnie wymagalne), mianowicie żołnierze ci:
- wchodzili w skład IB działających w chociażby jednym z czterech byłych polskich województw południowo-wschodnich: lwowskim, stanisławowskim, tarnopolskim lub wołyńskim,
- walczyli w obronie ludności polskiej przed nacjonalistami ukraińskimi,
- walki te trwały w latach 1944–1945.